# Dihydroartémisinine
La dihydroartémisinine ou DHA ou arténimol est un dérivé semi-synthétique de l'artémisinine et est le métabolite secondaire actif présent dans celle-ci ainsi que dans tous les autres dérivés de cette artémisinine.
Combinée avec la molécule synthétique pipéraquine, elle fait partie des médicaments génériques ACT dans la lutte contre le paludisme.
Des essais de phase pré-clinique sont en cours avec l'espoir de traiter certains cancers, dont celui du sein, avec moins d'effets secondaires que la chimiothérapie.